# Neubrand (Schneckenlohe)
Neubrand ist ein Gemeindeteil der Gemeinde Schneckenlohe im Landkreis Kronach (Oberfranken, Bayern).

## Geographie
Das Dorf Neubrand bildet mit Schneckenlohe im Norden eine geschlossene Siedlung. Im Süden grenzt das Waldgebiet Im Schrot an.

## Geschichte
Gegen Ende des 18. Jahrhunderts gehörte Neubrand zur Realgemeinde Graitz. Das Hochgericht übte das bambergische Centamt Burgkunstadt-Marktgraitz aus. Die Grundherrschaft über die Sölde hatte das Bambergische Kanzleilehen inne.
Mit dem Gemeindeedikt wurde Neubrand dem 1808 gebildeten Steuerdistrikt Graitz und der 1818 gebildeten Ruralgemeinde Graitz zugewiesen. Am 1. Januar 1977 wurde Neubrand im Zuge der Gebietsreform in Bayern in Schneckenlohe eingegliedert.

### Einwohnerentwicklung
| Jahr      | 001818 | 001861 | 001871 | 001885 | 001900 | 001925 | 001950 | 001961 | 001970 | 001987 |
| Einwohner | 28     | 3      | 10     | 31     | 61     | 85     | 102    | 110    | 116    | 69     |
| Häuser    | 3      |        |        | 5      | 7      | 11     | 14     | 22     |        | 22     |
| Quelle    | [ 5 ]  | [ 8 ]  | [ 9 ]  | [ 10 ] | [ 11 ] | [ 12 ] | [ 13 ] | [ 14 ] | [ 15 ] | [ 1 ]  |

## Religion
Der Ort ist römisch-katholisch geprägt und nach Heilige Dreifaltigkeit (Marktgraitz) gepfarrt.